# Transportes Padre Miguel
Transportes Padre Miguel é uma empresa de transporte público da cidade de Itaguaí, e concessionária pública da cidade do Rio de Janeiro. Foi fundada na década de 1980 com o nome de Feital Transportes e Turismo.
A Padre Miguel é a única empresa do município do Rio de Janeiro não-filiada ao Sindicato das Empresas de Ônibus (Rio Ônibus). Por isso, após a licitação da Prefeitura, em 2010, não foi integrada a nenhum dos consórcios participantes, em especial o Consórcio Santa Cruz, responsável pela operação na Zona Oeste da cidade. Porém, como suas linhas eram licitadas e teve o contrato renovado, a Padre Miguel possuía permissão para continuar explorando o serviço de ônibus legalmente em duas linhas, licitadas em 1997, sendo através de liminar, até 2017 e as outras duas foram repassadas devido aos maus serviços da época de Feital e passaram a não serem mais operadas pela empresa. Após o vencimento da liminar, a empresa passou a operar apenas uma linha intermunicipal, sob o regime do DETRO.

## História
Criada em 1986, como empresa de fretamento para funcionários na Ilha do Mocanguê, a então Feital, sediada em Itaguaí, começou a operar linhas urbanas na Baixada Fluminense em 1992. Logo depois, adquiriu suas primeiras concessões de ônibus na cidade do Rio de Janeiro no ano de 1997, quando foi primeira empresa de ônibus a estrear na cidade já com 100 veículos na frota.
Em 2005 o Detro-RJ cassou várias linhas intermunicipais da empresa.
No final de 2008, a Feital entrou em processo de falência, devido às sérias dificuldades financeiras, tendo ela mesma pedido a anulação do processo cerca de 3 meses depois.
Em 2010, A empresa mudou seu nome fantasia para Transportes Padre Miguel, mantendo a mesma razão social e registro na prefeitura, na tentativa de voltar a operar suas linhas originais.
Em 2013 a empresa teve 90% de sua frota apreendida em operação da  Prefeitura.
Suas antigas linhas são:
- 875 Cascadura x Campo Grande
- SN875 Jardim 7 de Abril x Cascadura (serviço feito somente pelos horários da manhã e a noite)

Suas linhas atuais:
- 575P Itaguaí x Padre Miguel (via Av. Antares/ Rodoviária de Campo Grande e West Shopping)